# Evoluzione del collegio cardinalizio durante il pontificato di Leone XII
Di seguito è riportata l'evoluzione del collegio cardinalizio durante il pontificato di Leone XII (28 settembre 1823 – 10 febbraio 1829) e la successiva sede vacante (10 febbraio – 31 marzo 1829).

## Evoluzione in sintesi
Dopo l'elezione del cardinale Annibale della Genga, che prese il nome di Leone XII, il collegio dei cardinali era costituito da 52 porporati.

Leone XII ha creato 25 cardinali in 8 concistori.

Durante il suo pontificato sono deceduti 18 cardinali ed 1 è deceduto durante la successiva sede vacante.
| Data                                     | Avvenimento                                                     | Totale |
| ---------------------------------------- | --------------------------------------------------------------- | ------ |
| 28 settembre 1823                        | Elezione del cardinale Annibale della Genga (Leone XII)         | 52     |
| dal 21 dicembre 1823 al 15 dicembre 1828 | Cardinali creati                                                | +25    |
| dal 21 dicembre 1823 al 15 dicembre 1828 | Cardinali deceduti                                              | -18    |
| 10 febbraio 1829                         | Morte di papa Leone XII                                         | 59     |
| 18 febbraio 1829                         | Morte del cardinale Giovanni Francesco Marazzani Visconti       | 58     |
| 31 marzo 1829                            | Elezione del cardinale Francesco Saverio Castiglioni (Pio VIII) | 57     |

## Composizione per paese d'origine
Fra il conclave del 1823 ed il conclave del 1829 la composizione del collegio per paese d'origine dei cardinali cambiò solo leggermente, consistendo nella diminuzione di 1 porporato proveniente dagli Stati preunitari e nella crescita di 4 cardinali dal resto d'Europa.
| Paese                                 | 1823 | 1829 |
| ------------------------------------- | ---- | ---- |
| Regno Lombardo-Veneto                 | 4    | 5    |
| Regno delle Due Sicilie               | 8    | 6    |
| Ducato di Parma, Piacenza e Guastalla | 1    | 3    |
| Ducato di Modena e Reggio             | 1    | 1    |
| Regno di Sardegna                     | 6    | 5    |
| Stato Pontificio                      | 23   | 24   |
| Totale Italia                         | 43   | 44   |
| Impero austriaco                      | 1    | 2    |
| Regno d'Ungheria                      | 0    | 1    |
| Regno di Baviera                      | 1    | 0    |
| Regno di Francia                      | 5    | 6    |
| Regno del Portogallo                  | 1    | 1    |
| Colonia di Malta                      | 1    | 1    |
| Regno di Spagna                       | 1    | 3    |
| Totale resto Europa                   | 10   | 14   |
| Totale                                | 53   | 58   |

## Composizione per concistoro
Il pontificato di Pio VII, settimo per lunghezza nella storia della Chiesa, ebbe come conseguenza che, dopo la sua morte, solo 2 cardinali su 53 non fossero stati nominati da lui, bensì dal predecessore Pio VI. In cinque anni e mezzo, Leone XII creò 25 cardinali e durante il suo pontificato ne morirono 18 nominati da Pio VII ed 1 da Pio VI; questo ebbe come conseguenza che, nel conclave successivo alla sua morte, nonostante il sacro collegio fosse composto ancora per la maggioranza dai porporati di Pio VII (58%), tutti i cardinali da lui creati meno 1 (41%), deceduto durante la sede vacante, siano riusciti a prendervi parte.
| Concistoro          | 1823 | 1829 |
| ------------------- | ---- | ---- |
| Settembre 1791      | 1    |      |
| Giugno 1795         | 1    | 1    |
| Creati da Pio VI    | 2    | 1    |
| Agosto 1800         | 1    |      |
| Febbraio 1801       | 7    | 5    |
| Gennaio 1803        | 1    | 1    |
| Luglio 1803         | 1    | 1    |
| Marzo 1804          | 1    | 1    |
| Agosto 1807         | 1    |      |
| Marzo 1816          | 18   | 11   |
| Settembre 1816      | 1    |      |
| Luglio 1817         | 1    |      |
| Ottobre 1817        | 1    | 1    |
| Aprile 1818         | 1    |      |
| Giugno 1819         | 1    | 1    |
| Settembre 1819      | 2    | 1    |
| Dicembre 1822       | 1    | 1    |
| Marzo 1823          | 12   | 9    |
| Maggio 1823         | 1    | 1    |
| Creati da Pio VII   | 51   | 33   |
| Maggio 1824         |      | 2    |
| Settembre 1824      |      | 3    |
| Dicembre 1824       |      | 2    |
| Marzo 1825          |      | 2    |
| Marzo 1826          |      | 2    |
| Ottobre 1826        |      | 9    |
| Giugno 1827         |      | 2    |
| Dicembre 1828       |      | 2    |
| Creati da Leone XII |      | 24   |
| Totale              | 53   | 58   |

## Elenco degli avvenimenti
| Data              | Avvenimento                                                                         | Paese                                 | Cardinali |
| ----------------- | ----------------------------------------------------------------------------------- | ------------------------------------- | --------- |
| 28 settembre 1823 | Elezione papale del cardinale Annibale della Genga con il nome di Leone XII         | Stato Pontificio                      | 52        |
| 21 dicembre 1823  | Morte del cardinale Domenico Spinucci                                               | Stato Pontificio                      | 51        |
| 24 gennaio 1824   | Morte del cardinale Ercole Consalvi                                                 | Stato Pontificio                      | 50        |
| 2 febbraio 1824   | Morte del cardinale Luigi Pandolfi                                                  | Stato Pontificio                      | 49        |
| 3 maggio 1824     | Concistoro per la creazione di 2 cardinali:                                         | Stato Pontificio                      | 51        |
| 3 maggio 1824     | Giovanni Battista Bussi                                                             | Stato Pontificio                      | 51        |
| 3 maggio 1824     | Bonaventura Gazola                                                                  | Ducato di Parma, Piacenza e Guastalla | 51        |
| 21 giugno 1824    | Morte del cardinale Louis-François de Bausset-Roquefort                             | Regno di Francia                      | 50        |
| 8 settembre 1824  | Morte del cardinale Antonio Gabriele Severoli                                       | Stato Pontificio                      | 49        |
| 9 settembre 1824  | Morte del cardinale Paolo Giuseppe Solaro                                           | Regno di Sardegna                     | 48        |
| 27 settembre 1824 | Concistoro per la creazione di 3 cardinali:                                         | Stato Pontificio                      | 51        |
| 27 settembre 1824 | Karl Kajetan von Gaisruck                                                           | Impero austriaco                      | 51        |
| 27 settembre 1824 | Patrício da Silva                                                                   | Regno del Portogallo                  | 51        |
| 27 settembre 1824 | Teresio Ferrero della Marmora                                                       | Regno di Sardegna                     | 51        |
| 20 dicembre 1824  | Concistoro per la creazione di 1 cardinale e di 1 in pectore:                       | Stato Pontificio                      | 52        |
| 20 dicembre 1824  | Pedro Inguanzo Rivero                                                               | Regno di Spagna                       | 52        |
| 21 marzo 1825     | Concistoro per la creazione di 1 cardinale e di 1 in pectore:                       | Stato Pontificio                      | 53        |
| 21 marzo 1825     | Gustave-Maximilien-Juste de Croÿ-Solre                                              | Regno di Francia                      | 53        |
| 1º agosto 1825    | Morte del cardinale Antonio Lamberto Rusconi                                        | Stato Pontificio                      | 52        |
| 10 dicembre 1825  | Morte del cardinale Luigi Ercolani                                                  | Stato Pontificio                      | 51        |
| 14 dicembre 1825  | Morte del cardinale Carlos da Cunha e Menezes                                       | Regno del Portogallo                  | 50        |
| 13 marzo 1826     | Concistoro per la creazione di 2 cardinali e pubblicazione di 2 in pectore:         | Stato Pontificio                      | 54        |
| 13 marzo 1826     | Ludovico Micara                                                                     | Stato Pontificio                      | 54        |
| 13 marzo 1826     | Bartolomeo Alberto (in religione Mauro) Cappellari (futuro papa Gregorio XVI)       | Regno Lombardo-Veneto                 | 54        |
| 13 marzo 1826     | Jean-Baptiste de Latil                                                              | Regno di Francia                      | 54        |
| 13 marzo 1826     | Francisco Javier de Cienfuegos y Jovellanos                                         | Regno di Spagna                       | 54        |
| 11 maggio 1826    | Morte del cardinale Stanislao Sanseverino                                           | Regno delle Due Sicilie               | 53        |
| 2 ottobre 1826    | Concistoro per la creazione di 4 cardinali e di 6 in pectore:                       | Stato Pontificio                      | 57        |
| 2 ottobre 1826    | Giacomo Giustiniani                                                                 | Stato Pontificio                      | 57        |
| 2 ottobre 1826    | Vincenzo Macchi                                                                     | Stato Pontificio                      | 57        |
| 2 ottobre 1826    | Giacomo Filippo Fransoni                                                            | Regno di Sardegna                     | 57        |
| 2 ottobre 1826    | Tommaso Bernetti                                                                    | Stato Pontificio                      | 57        |
| 9 novembre 1826   | Morte del cardinale Fabrizio Turriozzi                                              | Stato Pontificio                      | 56        |
| 3 dicembre 1826   | Morte del cardinale Dionisio Bardaxí y Azara                                        | Regno di Spagna                       | 55        |
| 25 giugno 1827    | Concistoro per la creazione di 2 cardinali:                                         | Stato Pontificio                      | 57        |
| 25 giugno 1827    | Ignazio Nasalli-Ratti                                                               | Ducato di Parma, Piacenza e Guastalla | 57        |
| 25 giugno 1827    | Joachim-Jean-Xavier d'Isoard                                                        | Regno di Francia                      | 57        |
| 27 agosto 1827    | Morte del cardinale Johann Casimir von Häffelin                                     | Regno di Baviera                      | 56        |
| 13 dicembre 1827  | Morte del cardinale Fabrizio Ruffo                                                  | Regno delle Due Sicilie               | 55        |
| 6 febbraio 1828   | Morte del cardinale Francesco Serlupi Crescenzi                                     | Stato Pontificio                      | 54        |
| 20 aprile 1828    | Morte del cardinale Carlo Francesco Maria Caselli                                   | Regno di Sardegna                     | 53        |
| 13 novembre 1828  | Morte del cardinale Giuseppe Maria Spina                                            | Regno di Sardegna                     | 52        |
| 5 dicembre 1828   | Morte del cardinale Francesco Guidobono Cavalchini                                  | Regno di Sardegna                     | 51        |
| 15 dicembre 1828  | Concistoro per la creazione di 2 cardinali e pubblicazione di 6 in pectore:         | Stato Pontificio                      | 59        |
| 15 dicembre 1828  | Pietro Caprano                                                                      | Stato Pontificio                      | 59        |
| 15 dicembre 1828  | Alexander Rudnay Divékújfalusi                                                      | Regno d'Ungheria                      | 59        |
| 15 dicembre 1828  | Benedetto Colonna Barberini di Sciarra                                              | Stato Pontificio                      | 59        |
| 15 dicembre 1828  | Giovanni Antonio Benvenuti                                                          | Stato Pontificio                      | 59        |
| 15 dicembre 1828  | Giovanni Francesco Marazzani Visconti                                               | Ducato di Parma, Piacenza e Guastalla | 59        |
| 15 dicembre 1828  | Belisario Cristaldi                                                                 | Stato Pontificio                      | 59        |
| 15 dicembre 1828  | Antonio Domenico Gamberini                                                          | Stato Pontificio                      | 59        |
| 15 dicembre 1828  | Juan Francisco Marco y Catalán                                                      | Regno di Spagna                       | 59        |
| 10 febbraio 1829  | Morte di papa Leone XII                                                             | Stato Pontificio                      | 59        |
| 18 febbraio 1829  | Morte del cardinale Giovanni Francesco Marazzani Visconti                           | Ducato di Parma, Piacenza e Guastalla | 58        |
| 24 febbraio 1829  | Apertura del conclave                                                               | Stato Pontificio                      | 58        |
| 31 marzo 1829     | Elezione papale del cardinale Francesco Saverio Castiglioni con il nome di Pio VIII | Stato Pontificio                      | 57        |